# Armillaria laricina
Armillaria laricina är en svampart som först beskrevs av James Bolton, och fick sitt nu gällande namn av Pier Andrea Saccardo 1887. Armillaria laricina ingår i släktet Armillaria och familjen Physalacriaceae.   Inga underarter finns listade i Catalogue of Life.